# Diviseur
Pour la notion de diviseur en géométrie algébrique, voir Diviseur (géométrie algébrique).

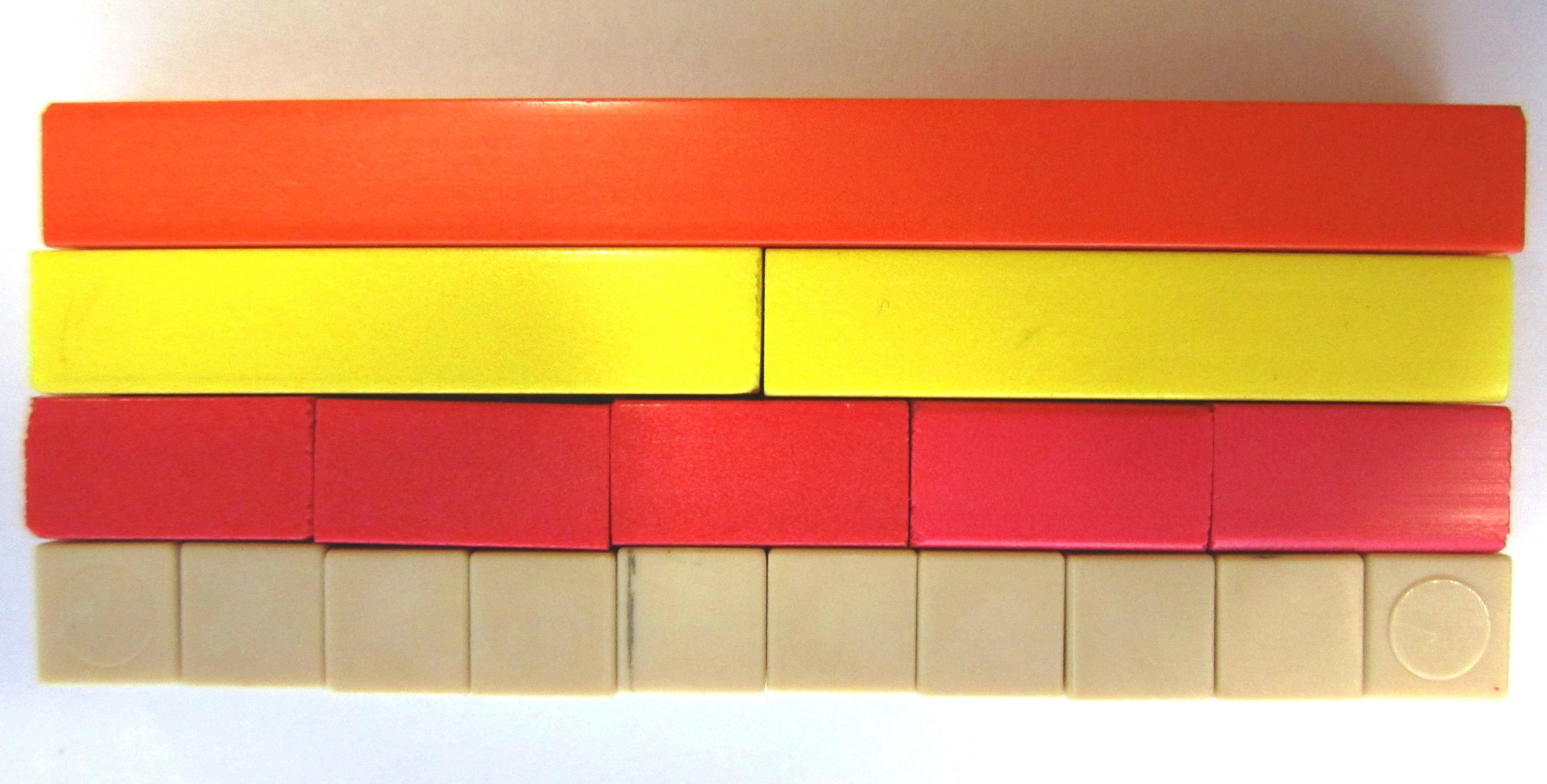
Les diviseurs de représentés à l'aide de réglettes Cuisenaire: et

Le mot diviseur a deux significations en mathématiques :
- Une division est effectuée à partir d’un “dividende” et d’un “diviseur”, et une fois l’opération terminée, le produit du “quotient” par le diviseur augmenté du “reste” est égal au dividende.
- En arithmétique, un diviseur d'un entier {\displaystyle n} est un entier {\displaystyle d} tel qu'il existe un autre entier {\displaystyle k} tel que {\displaystyle n=dk}. Par exemple {\displaystyle 2} est un diviseur de {\displaystyle 10} car {\displaystyle 2\times 5=10}. La notion de diviseur est liée à celle de multiple, car si {\displaystyle d} divise {\displaystyle n} alors {\displaystyle n} est un multiple de {\displaystyle d}, et à la notion de divisibilité[1].

Ces deux notions sont liées. Si {\displaystyle b} est un diviseur de {\displaystyle a} au sens arithmétique, alors le reste de la division euclidienne de {\displaystyle a} par {\displaystyle b} est {\displaystyle 0} et donc {\displaystyle {\frac {a}{b}}} est un entier. On dit alors que {\displaystyle a} est divisible par {\displaystyle b}.
Cette notion se généralise aux anneaux commutatifs. Contrairement à {\displaystyle \mathbb {Z} }, dans un anneau non intègre, {\displaystyle 0} peut avoir des diviseurs non nul.

## Diviseurs d'un entier

### Ensemble des diviseurs
Si {\displaystyle n=0}, tout entier divise {\displaystyle n}. En effet pour tout {\displaystyle k\in \mathbb {Z} }, l'ensemble des entiers relatifs, {\displaystyle 0=k\times 0}, ainsi l'ensemble des diviseurs de {\displaystyle 0} est {\displaystyle \mathbb {Z} }.
Si {\displaystyle n} est un entier non nul, alors {\displaystyle 0} ne divise pas {\displaystyle n}. L'entier {\displaystyle n} a donc des diviseurs positifs et négatifs, mais pas de diviseur nul. De plus, si {\displaystyle d} est un diviseur de {\displaystyle n} alors {\displaystyle -d} est aussi un diviseur de {\displaystyle n}. Ainsi les diviseurs positifs et négatifs sont les mêmes au signe près. Ces observations expliquent pourquoi on ne s’intéresse souvent qu'aux diviseurs positifs d'un entier positif. Par la suite, on se placera dans cette situation.
Ainsi l'ensemble des diviseurs (positifs) de {\displaystyle 10} est {\displaystyle \{1,2,5,10\}} et celui de {\displaystyle 60} est {\displaystyle \{1,2,3,4,5,6,10,12,15,20,30,60\}}.
L'entier {\displaystyle 1} possède qu'un seul diviseur : {\displaystyle 1}.

### Relation de divisibilité

Diagramme de Hasse des diviseurs de : une arête entre deux sommets indique que l'élément le plus bas est un diviseur de l'élément le plus haut.

Si {\displaystyle d} est un diviseur de {\displaystyle n}, tout diviseur de {\displaystyle d} est aussi un diviseur de {\displaystyle n}. Cette propriété induit une sorte de hiérarchie parmi les diviseurs d'un entier qui peut être visualisée sous forme d'un diagramme de Hasse.
Le relation de divisibilité est une relation d'ordre sur les entiers.
Tout entier {\displaystyle n} strictement supérieur à {\displaystyle 1} possède au moins deux diviseurs {\displaystyle 1} et {\displaystyle n} qui sont appelés ses diviseurs triviaux. Un diviseur de {\displaystyle n} différent de {\displaystyle n} est un diviseur strict de {\displaystyle n} (ou partie aliquote — le terme diviseur propre est utilisé comme synonyme tantôt de diviseur strict, tantôt de diviseur non trivial).

### Nombre premier
Un entier {\displaystyle n} qui possède exactement deux diviseurs est appelé un nombre premier. Un nombre premier diviseur de {\displaystyle n} est appelé un diviseur premier de {\displaystyle n}.
Le théorème fondamental de l'arithmétique énonce que tout entier strictement supérieur à {\displaystyle 1} s'écrit de manière unique sous forme d'un produit de puissances de nombres premiers qui sont ses diviseurs premiers. Cette décomposition en facteurs premiers permet d'énumérer tous les diviseurs de l'entier. Si
{\displaystyle n=\prod _{i=1}^{k}p_{i}^{\alpha _{i}}}
où les {\displaystyle p_{i}} sont des nombres premiers distincts et les {\displaystyle \alpha _{i}} des exposants entiers strictement positifs, alors, {\displaystyle d} est un diviseur de {\displaystyle n} si et seulement s’il existe des entiers {\displaystyle \beta _{i}} compris au sens large entre {\displaystyle 0} et {\displaystyle \alpha _{i}} tels que
{\displaystyle d=\prod _{i=1}^{k}p_{i}^{\beta _{i}}.}
Ainsi la décomposition de {\displaystyle 60} est
{\displaystyle 60=2^{2}\times 3^{1}\times 5^{1}}
et {\displaystyle 10} est un diviseur de {\displaystyle 60} car il peut s'écrire
{\displaystyle 10=2^{1}\times 3^{0}\times 5^{1}.}

### Fonctions liées à l'ensemble des diviseurs
Il existe des fonctions d'un entier {\displaystyle n} créées à partir de l'ensemble de ses diviseurs. Les plus classiques sont les fonctions « nombre de diviseurs » et « somme des diviseurs ».
La fonction « nombre de diviseurs » donne le nombre {\displaystyle d(n)} des diviseurs de {\displaystyle n}. Ainsi {\displaystyle d(10)=4,\,d(36)=9} et {\displaystyle d(60)=12}. La décomposition en facteurs premiers de {\displaystyle n} permet de donner une valeur explicite à cette fonction. Si la décomposition de {\displaystyle n} est
{\displaystyle n=\prod _{i=1}^{k}p_{i}^{\alpha _{i}}}
alors
{\displaystyle d(n)=\prod _{i=1}^{k}(\alpha _{i}+1).}
Les fonctions « somme des diviseurs » et « somme des diviseurs stricts » interviennent dans l'étude des nombres parfaits, nombres abondants, nombres déficients ou nombres amiables, ainsi que dans les suites aliquotes.
Elles font partie de la famille des fonctions "somme des puissances des diviseurs".

## Diviseur dans un anneau
La définition de diviseur se généralise à un anneau commutatif : si {\displaystyle a} et {\displaystyle b} sont deux éléments d'un anneau {\displaystyle A}, {\displaystyle b} divise {\displaystyle a} si et seulement s’il existe un élément {\displaystyle c} de {\displaystyle A} tel que {\displaystyle a=bc}.
Une attention spéciale doit être portée à la notion de divisibilité de zéro. Selon la définition précédente, tout élément {\displaystyle b} de {\displaystyle A} divise  {\displaystyle 0_{A}} (élément neutre de l'addition dans l'anneau {\displaystyle A}) car {\displaystyle 0_{A}=b\times 0_{A}}. 
Les mathématiciens distinguent cependant deux types d'anneaux commutatifs :
- les anneaux intègres, définis comme ceux dans lesquels l'égalité {\displaystyle bc=0_{A}} implique qu'au moins un des deux éléments {\displaystyle b} et {\displaystyle c} est nul.
- les anneaux non intègres sont ceux, non réduits à {\displaystyle \{0_{A}\}}, dans lesquels l'égalité {\displaystyle bc=0_{A}} peut être vraie alors même que ni {\displaystyle b} ni {\displaystyle c} ne sont nuls. De tels diviseurs, non nuls, de {\displaystyle 0_{A}} sont alors appelés "diviseurs de zéro" dans l'anneau[5].

Il y a des différences importantes dans les raisonnements mathématiques possibles dans ces deux types d'anneaux. En particulier, dans un anneau intègre, si on a {\displaystyle ab=cb} et {\displaystyle b} non nul, on peut en déduire que {\displaystyle a=c}. En effet : {\displaystyle ab=cb}, donc {\displaystyle (a-c)\times b=0} et l'un au moins de {\displaystyle a-c} et {\displaystyle b} doit être nul, car l'anneau est intègre. Comme {\displaystyle b} n'est pas nul , c'est {\displaystyle a-c} qui l'est, donc {\displaystyle a=c}. Dans un anneau non intègre, on ne peut pas conduire le même raisonnement car {\displaystyle (a-c)\times b=0} n'implique pas que {\displaystyle a-b} soit nul, même si {\displaystyle b} ne l'est pas.
Exemple illustratif : dans l'anneau {\displaystyle Z/6Z} , on a {\displaystyle 2\times 3=0}. Cela veut dire que si on multiplie n'importe quel entier relatif congru à 2 modulo 6 (noté "2") par n'importe quel entier relatif congru à 3 modulo 6 (noté "3"), on obtient un entier congru à 0 modulo 6 (noté "0"), car divisible par 6. {\displaystyle Z/6Z} est donc non intègre, et 2 comme 3 sont des diviseurs de 0. En outre on a {\displaystyle 2\times 3=0} mais aussi {\displaystyle 4\times 3=0} donc {\displaystyle 2\times 3=4\times 3} , et cependant 2 ≠ 4.